# Cerro Las Minas
Cerro Las Minas is een berg in Lempira, Honduras.
De Cerro Las Minas ligt in het Cordillera Americana-gebergte, en is de hoogste top in Honduras.